# Opel 6
Der Opel 6, auch Opel 2 Liter genannt, war ein Personenwagen von Opel mit wassergekühltem Sechszylinder-Reihenmotor. Von 1934 bis Juni 1937 wurden in Rüsselsheim 52.594 Fahrzeuge des meistgekauften deutschen Mittelklassewagens der 1930er-Jahre ausgeliefert. Der im Februar 1937 vorgestellte Nachfolger Super 6 erhielt einen neu konstruierten OHV-Sechszylindermotor.
Im Januar 1934 war der Opel 6 als Nachfolger des Opel 1,8 Liter gleichzeitig mit dem kleineren Schwestermodell Opel 1,3 Liter vorgestellt worden. Die in den USA gemeinsam mit der Opel-Mutter General Motors entwickelten Fahrzeuge verfügten auf dem neuen verwindungsfesten Kastenrahmen mit Kreuztraverse über eine stromlinienförmige Karosserie mit von außen zugänglichem Kofferraum.
Der ansonsten mit dem Vorgänger baugleiche Seitenventiler-Motor hatte im Opel 6 bei gleichem Hub von 90 mm eine um 2,5 mm vergrößerte Bohrung (67,5 mm) und damit 1932 cm³ Hubraum. Die Leistung betrug 36 PS/26,5 kW bei 3300/min (1,8 Liter: 32 PS/23,5 kW bei 3200/min). Das maximale Drehmoment von 105 Nm wurde bei 1200/min erreicht.
Die vorher seilzugbetätigten Trommelbremsen an allen vier Rädern waren nun hydraulisch betätigt. Auch wich die vordere Starrachse einer Einzelradaufhängung mit Dubonnet-Federknie. Hinten war wie bisher eine Starrachse an Längsblattfedern eingebaut, die nun hydraulische Stoßdämpfer hatte. Die Vorderradaufhängung wurde in Verbindung mit der hinteren Starrachse von Opel als „Synchron-Federung“ bezeichnet und war für diese Zeit komfortabel abgestimmt.
Der Opel 6 erreichte eine Höchstgeschwindigkeit von 100 km/h. Sein Benzinverbrauch lag bei 12–13 Litern pro 100 Kilometer.
Erhältlich war der Wagen als zwei- oder viertürige Limousine, als zweitüriges Cabriolet und als viertüriges Landaulet.

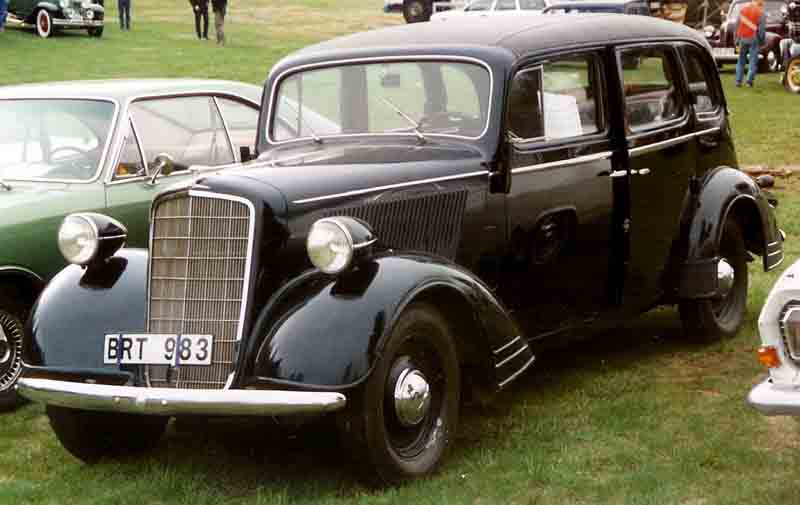
Opel 6 Pullman (1936)

Von August 1934 bis Oktober 1936 bot Opel den Typ speziell für das Taxigewerbe als sechssitzige Pullman-Limousine mit verlängertem Radstand an. Die in Konkurrenz zum erfolgreichen Mercedes 200 konzipierte Langversion konnte 2050-mal verkauft werden. Bei gleichem Radstand von 3050 mm war der ebenfalls sechssitzige 40-PS-Mercedes mit 6550 Reichsmark (RM) ca. dreißig Prozent teurer als der Opel 6 Pullman mit 36 PS, der für 5000 RM erhältlich war. Diese Preise entsprechen heute ca. 35.600 bzw. 27.200 Euro.
Der ab Anfang 1937 angebotene Nachfolger des Opel 6, der viersitzige Opel Super 6, hatte bei weitgehend gleicher Fahrwerkstechnik ein Dreiganggetriebe mit synchronisiertem zweiten und dritten Gang (Opel 6: Viergang ohne Synchronisierung) sowie den bei Opel neu konstruierten 2,5-Liter-Sechszylinder-Motor mit OHV-Ventilsteuerung und 55 PS.

## Bemerkungen
1. ↑  Die Zahlen wurden mit der Vorlage:Inflation ermittelt, auf 100 Euro gerundet und gelten für den zurückliegenden Januar